# Kurbads
Kurbads jest piątym albumem studyjnym łotewskiej grupy folk metalowej Skyforger.

## Lista utworów
1. Curse Of The Witch - 05:04
2. Son Of The Mare - 05:26
3. The Nine-headed - 03:56
4. Bewitched Forest - 05:15
5. In The Yard Of The Father's Son - 00:39
6. The Devilslayer - 05:05
7. The Stone Sentinel - 04:56
8. In The Underworld - 04:13
9. Black Rider - 04:16
10. The Last Battle - 05:38
11. Kurbads (utwór dodatkowy) - 05:11